# Tim Sørensen
Tim Daugaard Sørensen (født d. 10. februar 1992) er en dansk håndboldspiller, som spiller højre fløj for Mors-Thy Håndbold i Herrehåndboldligaen. Han kom til klubben i 2020. Han har tidligere spillet for Skive fH, Skanderborg Håndbold og topklubberne IFK Kristianstad og Frisch Auf Göppingen. Han har desuden repræsenteret Danmarks herrehåndboldlandshold fra 2017 til 2018, hvor han optrådte fem gange.
Han skiftede for første gang til udlandet i februar 2016, da han skrev under for den svenske topklub IFK Kristianstad. I juli 2020 skiftede han til Mors-Thy Håndbold.
Han blev desuden verdensmester i 2011, da det danske U/19-landshold vandt Ungdoms-VM i håndbold 2011 i Argentina.